# ورم أرومي
الورم الأرومي (بالإنجليزية: Blastoma)‏ هو نوع من أنواع السرطان، وأكثر شيوعًا عند الأطفال، وينجم عن الأورام الخبيثة في الخلايا السليفة أو الطليعية أو الأرومية. ومن الأمثلة على ذلك، ورم ويلمز أو الورم الأرومي الكلوي الورم الأرومي النخاعي وورم أرومة الشبكية.
تستعمل لاحقة -بلاستوما لتشمل أورام الخلايا البدائية المتمايزة بشكل غير كامل أو السلائف، على سبيل المثال، يتكون الورم الأرومي الغضروفي من خلايا تشبه سلائف الخلايا الغضروفية.

## البيولوجيا الجزيئية والعلاج
ارتبطت العديد من أنواع الأورام الأرومية بوجود طفرة في الجينات الكابتة للورم. على سبيل المثال، ارتبط الورم الأرومي الجنبي الرئوي بطفرة في تشفير البروتين 53. مع ذلك، قد تختلف الطفرة التي تسمح بانبثاث الخلايا غير المتمايزة بشكل كامل من مريض لآخر ويمكن أن تغير الطفرة من الإنذار. في حالة ورم الأرومة الشبكية، يحمل المرضى نمطًا نوويًا غير طبيعي بشكل واضح، مع فقدان وظيفي ناتج عن طفرة في مجال معين من الصبغي 13. يرتبط هذا الحذف المتنحي على جين ورم الأرومة الشبكية أيضًا بأنواع أخرى من السرطان ويجب أن يكون موجودًا على الأليلين؛ كي تتحول خلايا طبيعية إلى ورم خبيث. وهكذا، في حالة الأورام الأرومية الشائعة، مثل الأورام الأرومية الشبكية، قد يبدأ الطبيب مباشرةً في العلاج، ولكن في حالة الأورام الأرومية الأكثر ارتباطًا بالوراثة، قد يلجأ الأطباء إلى دراسة النمط النووي للمريض قبل الشروع في العلاج. من الأمثلة على الأورام الأرومية الورم الأرومي الكبدي، والورم الأرومي النخاعي، والورم الأرومي الكلوي، وورم الخلايا البدائية العصبية، والورم الأرومي البنكرياسي، ووالورم الأرومي الجنبي الرئوي، وورم الأرومة الشبكية، والورم الأرومي الدبقي متعدد الأشكال والورم الأرومي بالغدة التناسلية.

## أنواع الأورام الأرومية

### ورم أرومي كبدي
الورم الأرومي الكبدي هو الورم الخبيث الأكثر شيوعًا لدى الأطفال، وغالبًا ما يُشخص خلال السنوات الثلاثة الأولى من الحياة. في معظم الحالات، تكون له إمراضية فرادية، رغم ارتباطه في بعض الأحيان بتشوهات وراثية محددة مثل متلازمة بكوث ودمان وداء السلائل الورمي الغدي العائلي. ازداد معدل الوقوع على مدى العقود الثلاثة الماضية، وثبت أن خطر الإصابة بالورم الأرومي الكبدي أعلى بالنسبة للأطفال الخدج الذين يقل وزنهم عن 1 كغ. قد تفسر زيادة معدلات البقاء للأطفال الخدج أيضًا ارتفاع معدل وقوع الورم الأرومي الكبدي. العلامات الأكثر شيوعًا المستخدمة للتشخيص هي انتفاخ البطن وعدم الراحة والتعب العام وفقدان الشهية وفقر الدم الثانوي. أهم علامة سريرية للورم الأرومي الكبدي هي زيدة ألفا فيتو بروتين المصلي، إلا في حالة بعض الأنماط النادرة من الورم الأرومي الكبدي وسرطان الخلايا الكبدية التي تظهر مستويات مصلية أقل من ألفا فيتو بروتين.

### الورم الأرومي النخاعي
تعد الأورام الأرومية النخاعية النوع الأكثر شيوعًا من الأورام الصلبة التي تصيب الأطفال. على وجه الخصوص، يعد الورم الأرومي النخاعي الأكثر شيوعًا، ويشكل نحو 20% من جميع أورام الدماغ الخبيثة لدى الأطفال، والمصنفة ضمن أورام الأديم العصبي الظاهر البدائية في المخيخ. تبلغ نسبة الوفيات خلال السنوات القليلة الأولى بعد التشخيص نحو 15%، رغم أن الأساليب العلاجية الحالية حققت معدلات شفاء تصل إلى 60%. أكثر أشكال العلاج شيوعًا هي الاستئصال الجراحي، بمساعدة العلاج الإشعاعي والعلاج الكيميائي (قبل الجراحة أو بعدها)، وتتراوح معدلات البقاء التالية لها بين 50-90%، وهو مجال واسع يتأثر بالعمر عند التشخيص ودرجة الانبثاث، والمتغيرات النسيجية للورم الأرومي النخاعي لكل مريض. ومع ذلك، رغم معدلات البقاء العالية التي حققتها العلاجات الحالية، ما زالت التأثيرات العصبية والصماوية والمعرفية مصدر قلق كبير في علاج الورم الأرومي النخاعي. 

## الأمثلة
- ورم ويلمز أو الورم الأرومي الكلوي
- الورم الأرومي النخاعي
- ورم أرومة الشبكية
- ورم أرومي كبدي
- ورم الخلايا البدائية العصبية
- ورم أرومي جنبي رئوي
- ورم أرومي دبقي متعدد الأشكال
- ورم أرومي بالغدة التناسلية
- ورم أرومي بنكرياسي